# Virton
Virton es una ciudad y municipio francófono de Bélgica, situado en la Región Valona y en la provincia de Luxemburgo. Es, además, la principal población de la Lorena belga, una pequeña región al sur de Bélgica, en la frontera con Francia, también conocida por el nombre de Gaume.

## Geografía
Virton es la capital de la Gaume o Lorena belga, una región histórica cuya lengua tradicional es el lorenés, que aquí se conoce como «gaumais». Se encuentra a 190 km al sudeste Bruselas y a 43 al oeste de la ciudad de Luxemburgo.
El río Ton (río), un afluente del Chiers, atraviesa la ciudad, antes de recibir las aguas del Vire (río), un poco más al sur.
La estación de tren de Virton–Saint-Mard forma parte de la línea 165, que conecta Athus con Libramont.
De Virton sale la carretera nacional 82 que conduce hacia Arlon. También pasa por la ciudad la carretera nacional 87, que conecta la frontera francesa con Lamorteau (Rouvroy) y Parette (Attert), así como por la carretera nacional 88, que une Florenville y Athus (Aubange).

### Secciones del municipio
El municipio comprende los antiguos municipios, que se fusionaron en 1977:
| - Virton - Bleid - Ethe - Ruette - Latour - Saint-Mard |

### Pueblos y aldeas del municipio
El municipio comprende los pueblos y aldeas de: Belmont, Chenois, Gomery, Grandcourt y Saint-Remy

## Demografía
Con fecha 1 de enero de 2019 Virton contaba con 11.332 habitantes, lo que supone una densidad de 119,92 habitantes/km², dado que la superficie del municipio es de 94.49 km².

### Evolución
Todos los datos históricos relativos al actual municipio, el siguiente gráfico refleja su evolución demográfica, incluyendo municipios después de efectuada la fusión el 1 de enero de 1977.
| Gráfica de evolución demográfica de Virton entre 1846 y 2020 |
|                                                              |

## Toponimia
A diferencia de lo que podría parecer, el topónimo «Virton» no deriva de la unión de los dos ríos que riegan la localidad, el Vire y el Ton, sino del antiguo topónimo latino «vertunum», que significa "torre" y que evolucionó primero a "Vertun" y finalmente a "Virton".
Otros nombres antiguos de la ciudad son Wirten y Wertong.

## Historia

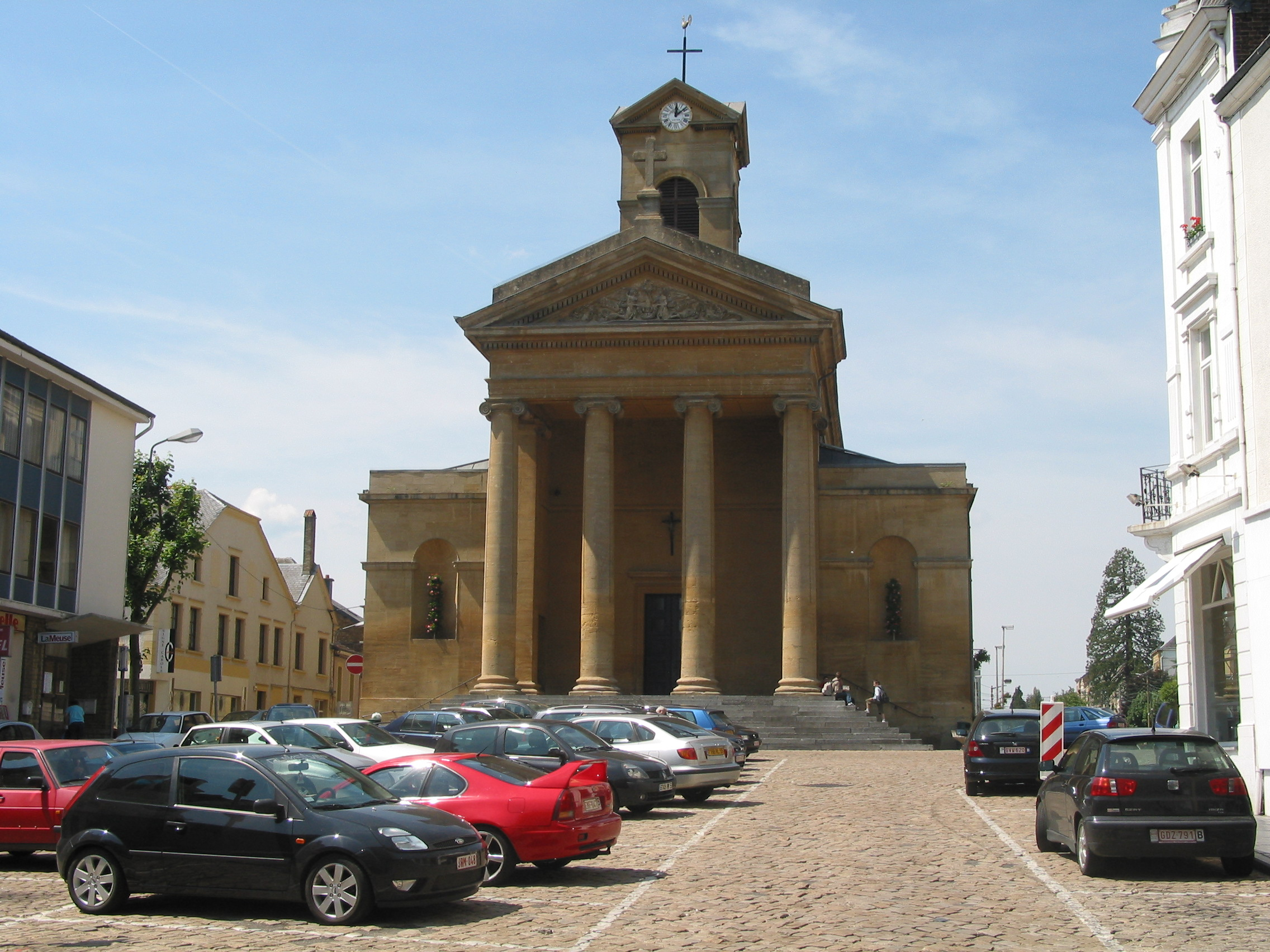
Iglesia de Saint Laurent.

Hay indicios suficientes como para creer que el enclave en el que se encuentra la ciudad estaba ya habitado antes de la conquista de la Galia por los romanos.
En la época romana, Vertunum se alzaba sobre una encrucijada, cerca de la intersección de numerosas vías de comunicación.
En el año 406, fue destruida por los bárbaros, pero los francos reconstruyeron la villa un poco más al norte.
La primera mención a Virton aparece en una bula del Papa Lucio III en 1183. Dependía en aquel entonces de los condes de Chiny, uno de los cuales erigió aquí un castillo. En su calidad de señores de Virton, los condes de Chiny tenían derecho gravar con impuestos los productos vendidos en el mercado de la villa, tal y como se atestigua desde 1270.
En 1441, el Ducado de Luxemburgo fue vendido a Felipe el Bueno, duque de Borgoña. A partir de ese momento, Virton, como muchas otras ciudades de Región Valona, se vio envuelta durante más de dos siglos en las disputas entre Francia, España y los Países Bajos por el control de la zona, con todas las contiendas, hambrunas, epidemias y plagas que dichos conflictos provocaron. La ciudad corrió mejor suerte bajo el dominio de María Teresa de Austria, en el siglo XVIII, gracias en parte al desarrollo de la industria del acero en la Lorena.
Tras la caída de Napoleón Bonaparte en 1815, Virton fue unida, en virtud del Congreso de Viena, a la Confederación germánica, al igual que sucedió con el resto del Ducado de Luxemburgo. Finalmente, por el Tratado de Londres (1839), Virton pasó a formar parte de Bélgica, a pesar de que la población de la villa se sentía muy unida sentimentalmente a Francia. Así, por ejemplo, en 1830 la bandera francesa ondeaba desde lo alto de la torre de la iglesia; y en 1848, hubo levantamientos republicanos, como eco de la Revolución francesa de 1848.
El 22 de agosto de 1914, al comienzo de la Primera Guerra Mundial, cientos de personas fueron ejecutadas en Virton por las tropas alemanas, mientras que durante la Segunda Guerra Mundial tuvieron lugar deportaciones masivas.
En la actualidad, Virton es el centro del comercio y el turismo de la región de Gaume.

## Folklore
El 26 de diciembre tiene lugar la fiesta de los enamorados. Esta fiesta sería de origen medieval. Las diferentes actividades durante este día son la elección del “Paté Rey de los Gaumais” (los participantes deben comer el máximo número de patés en 20 minutos acompañados de café), el “Trofeo Recién Casados” (los novios del año viajan por la ciudad), y los gigantes D'Jean y D'Jeanne que acompañan la fanfarria de Saint-Mard en las calles. Cáterin en los bares y restaurantes de la ciudad desde la mañana hasta la tarde y noche.